# Святиловский сельский совет
Святиловский сельский совет (укр. Святилівська сільська рада) — входит в состав
Глобинского района
Полтавской области
Украины.
Административный центр сельского совета находится в 
с. Святиловка.

## История
- 1920 — дата образования.

## Населённые пункты совета
- с. Святиловка
- с. Кривая Руда
- с. Липовое
- с. Проценки
- с. Струтиновка